# Museo di arte sacra (Certaldo)
Il Museo di arte sacra di Certaldo è stato inaugurato nel giugno 2001.
Si trova nella parte alta del paese, nel borgo medievale all'interno dell'ex convento degli Agostiniani. Vi si accede dal chiostro adiacente alla chiesa dei Santi Jacopo e Filippo.
Con il Museo civico di Palazzo Pretorio e la Casa di Giovanni Boccaccio forma il polo museale del paese.

## Storia
Nelle sette sale del museo sono raccolte le opere provenienti dalle chiese comprese nel territorio del vicariato ecclesiastico di Certaldo.
Il museo di arte sacra era in origine un convento agostiniano del quattrocento. Accuratamente restaurato per adibito a museo, è stato inaugurato nel giugno del 2001, parte di un circuito di centri espositivi della Valdelsa e di musei vicariali sorti nell'area fiorentina con il fine di aggregare beni culturali religiosi sparsi nel territorio che, per ragioni di sicurezza e custodia, non possono essere conservati nelle sedi di origine e che trovano perciò assetto museografico, visibilità scientifica e pubblica fruizione presso la chiesa più importante della circoscrizione ecclesiastica di riferimento.

## Le sale

### Sala I: la pinacoteca

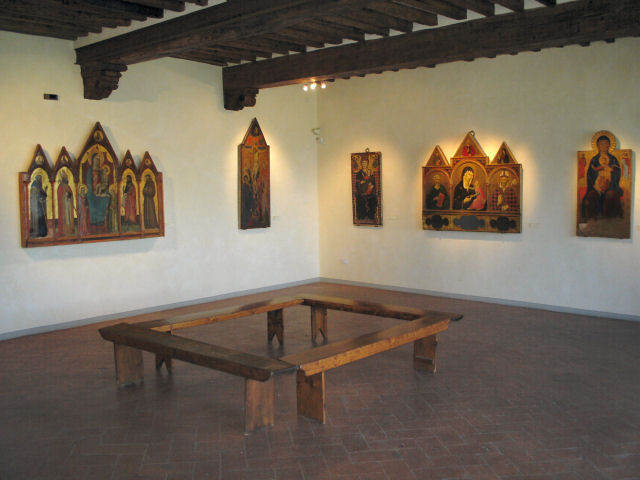
Sala I: la pinacoteca

Nella prima sala, anticamente il refettorio del convento, sono raccolte opere su tavola dal XIII al XVI secolo, più due affreschi staccati dei primi anni del Quattrocento. Le prime tre sotto elencate sono opere del XIII e XIV secolo provenienti dalla chiesa di Santa Maria a Bagnano.

#### Le opere
- Maestro del Bigallo, Madonna in trono col Bambino e due santi, tavola, 1240-1245 ca., proveniente dalla chiesa di Santa Maria a Bagnano
- Meliore di Jacopo, Madonna in trono col Bambino e due angeli, tavola, 1270-1275 ca. proveniente dalla chiesa di Santa Maria a Bagnano
- Ugolino di Nerio (attr.), Madonna in trono col Bambino tra i santi Pietro e Romolo, tavola, 1315-1320 ca., proveniente dalla chiesa di Santa Maria a Bagnano
- Puccio di Simone, Madonna col Bambino e santi, tavola, sesto decennio del XIV sec. (1357?) proveniente dall'oratorio di San Pietro a Petrognano, poi dalla pieve di San Giovanni Battista in Jerusalem a San Donnino
- Cenni di Francesco, Crocifissione con i dolenti, santa Caterina di Alessandria e san Miniato (?), tavola, 1385-1390 ca., proveniente dall'oratorio di San Pietro a Tugiano, poi pieve di San Lazzaro a Lucardo
- Cenni di Francesco, San Martino e santa Caterina di Alessandria, affresco staccato, 1405-1410, proveniente dalla chiesa di San Martino a Maiano
- Cenni di Francesco, Madonna col Bambino, affresco staccato, 1405-1410, proveniente dalla chiesa di San Martino a Maiano
- Pseudo Ambrogio di Baldese (Lippo d'Andrea), Madonna col Bambino, tavola, terzo decennio del XV sec., proveniente dalla chiesa di San Martino a Pastine
- Raffaello Piccinelli (attr.), Madonna in trono tra i santi Francesco e Antonio abate, tavola, 1522 (datato), proveniente dalla chiesa di Santa Maria a Bagnano
- Bottega di Bernardino Poccetti, Circoncisione, tavola, ultimo decennio del XVI secolo, proveniente dalla chiesa di San Giovanni Battista in Jerusalem a San Donnino

Immagini delle opere presenti nella prima sala
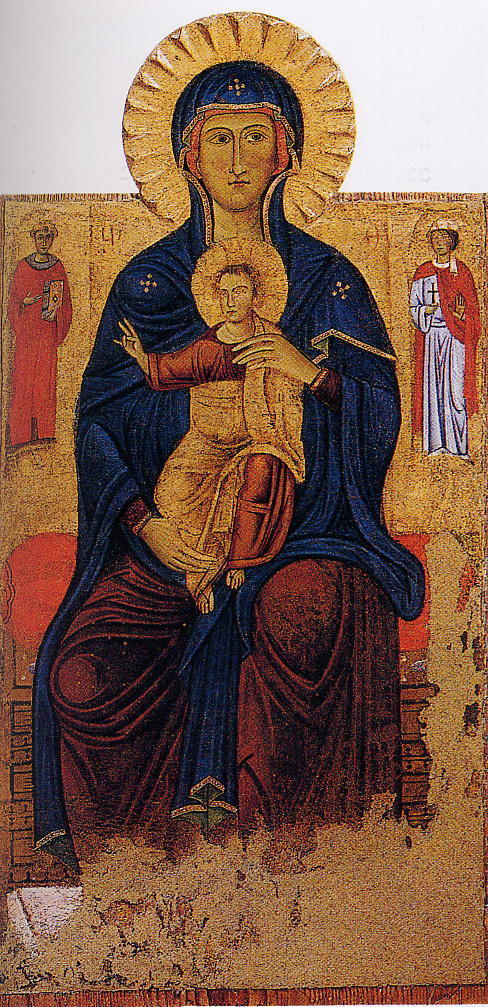
Maestro del Bigallo, Madonna col Bambino
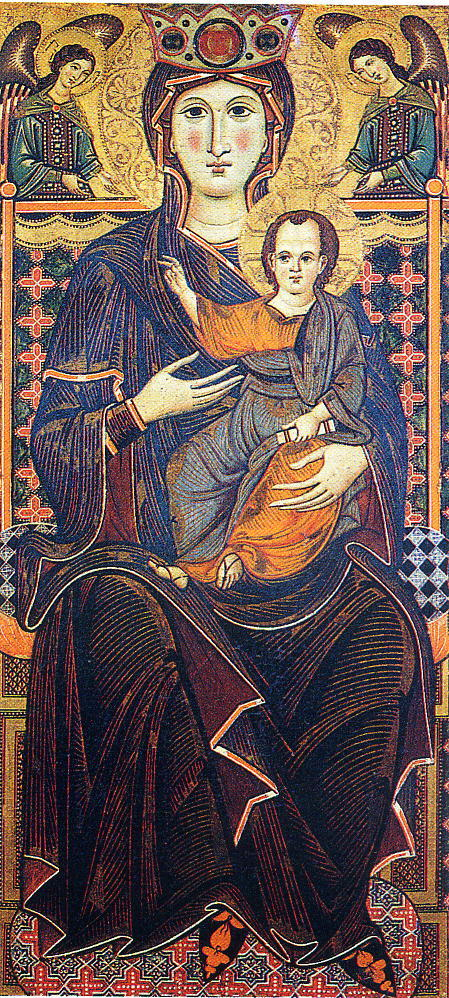
Meliore, Madonna col Bambino
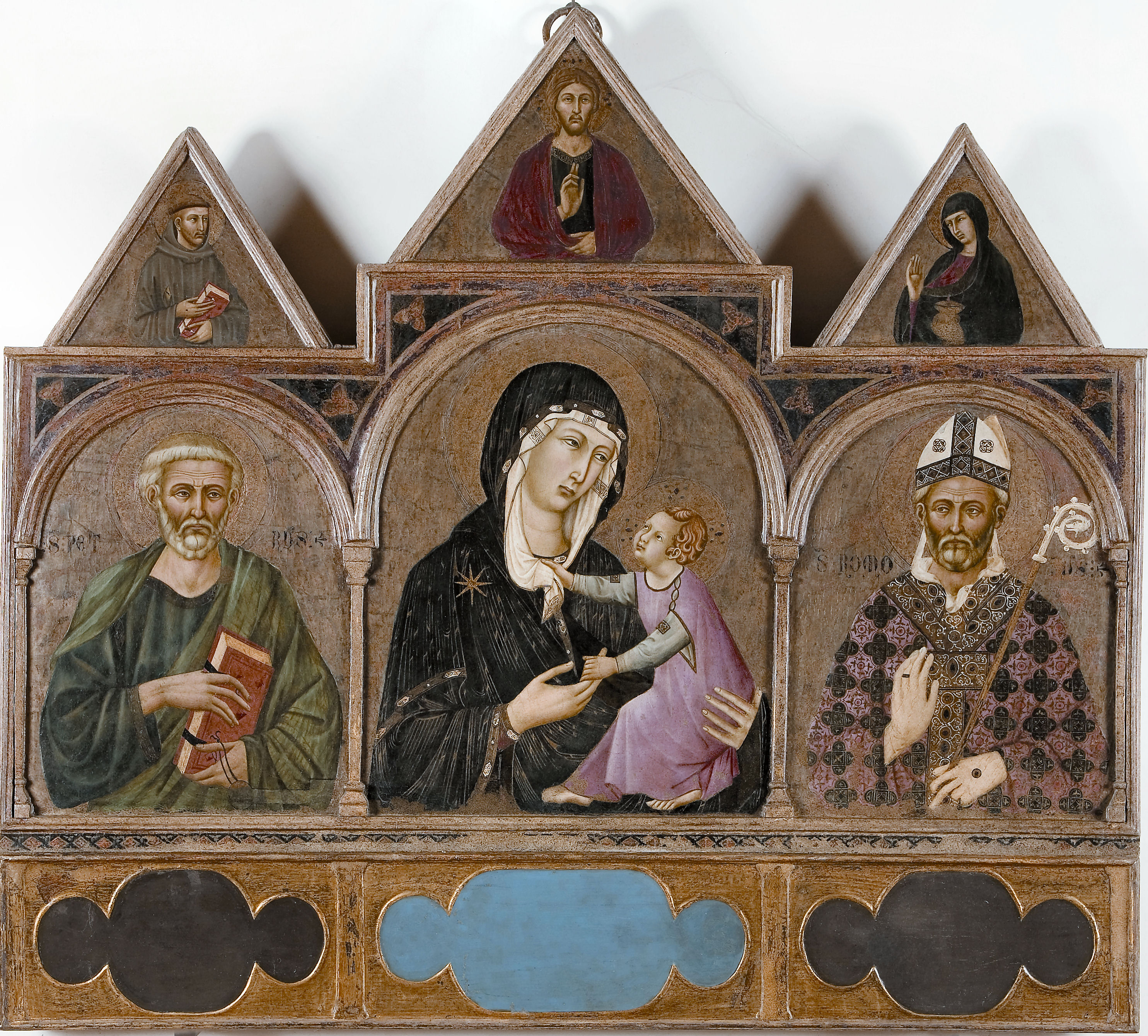
Ugolino di Nerio, Madonna col Bambino e Santi
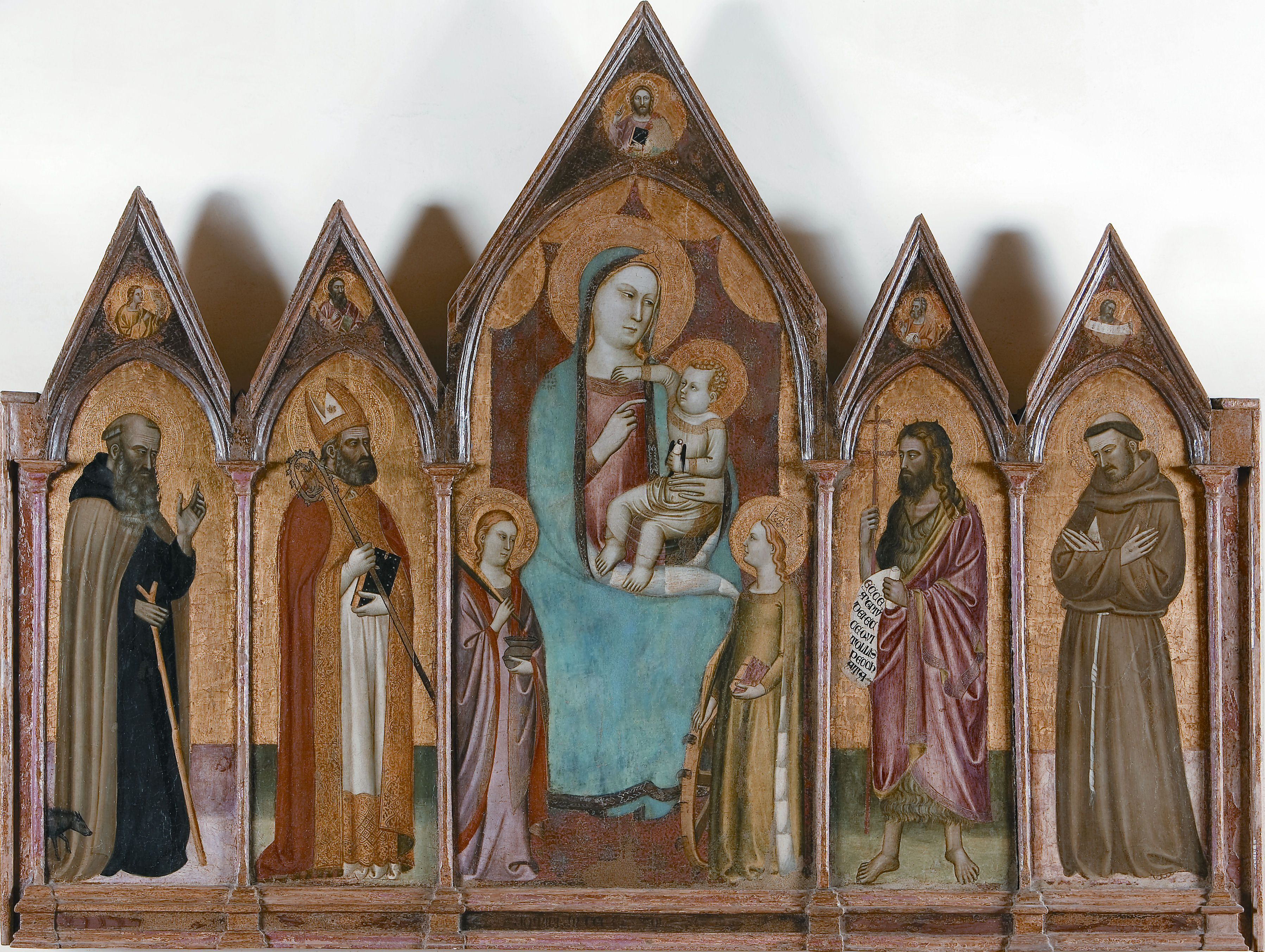
Puccio di Simone, Madonna col Bambino e santi, XIV secolo (1357?)
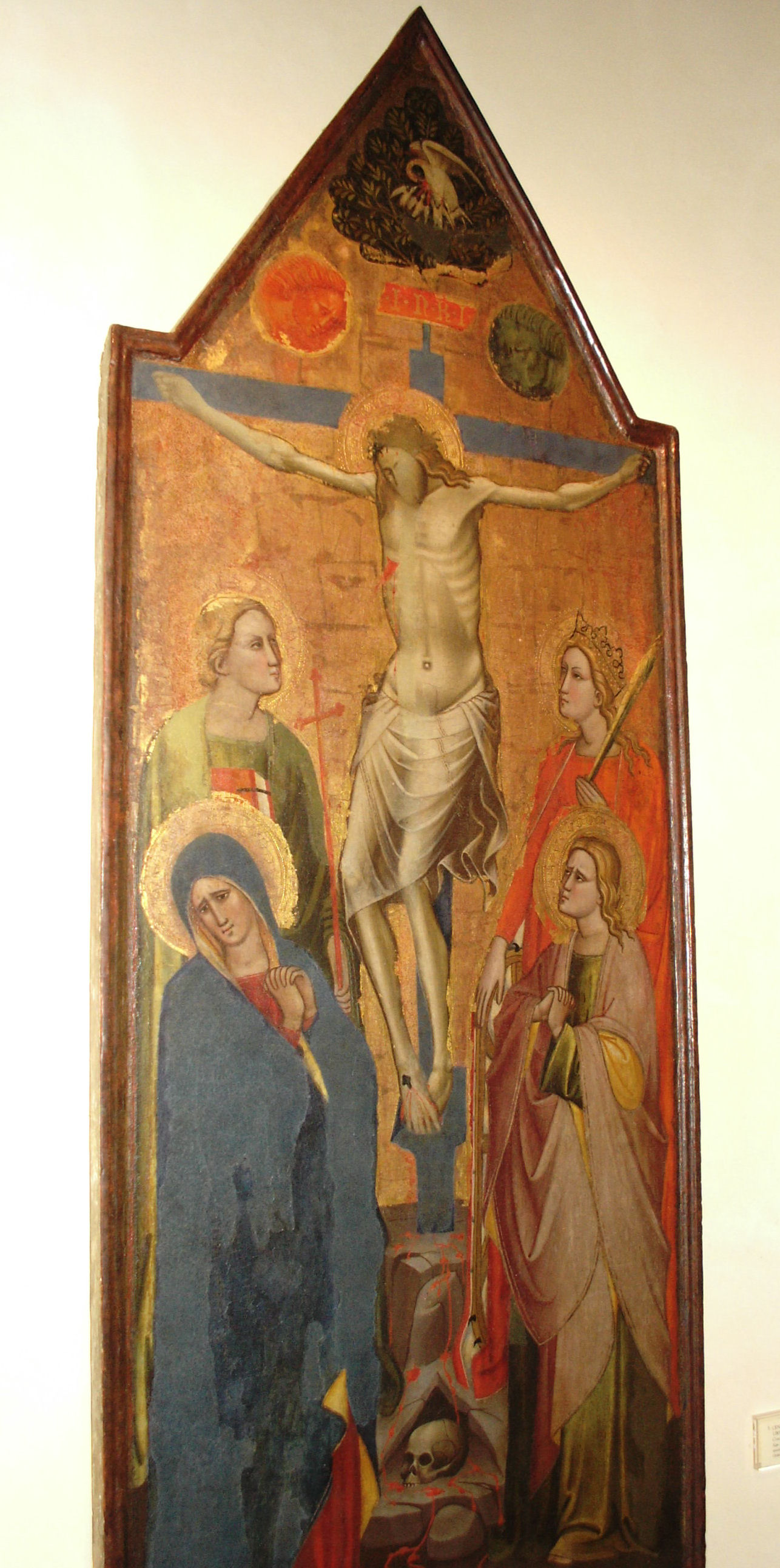
Cenni di Francesco, Crocifissione con i dolenti, santa Caterina di Alessandria e san Miniato (?), 1385 - 1390
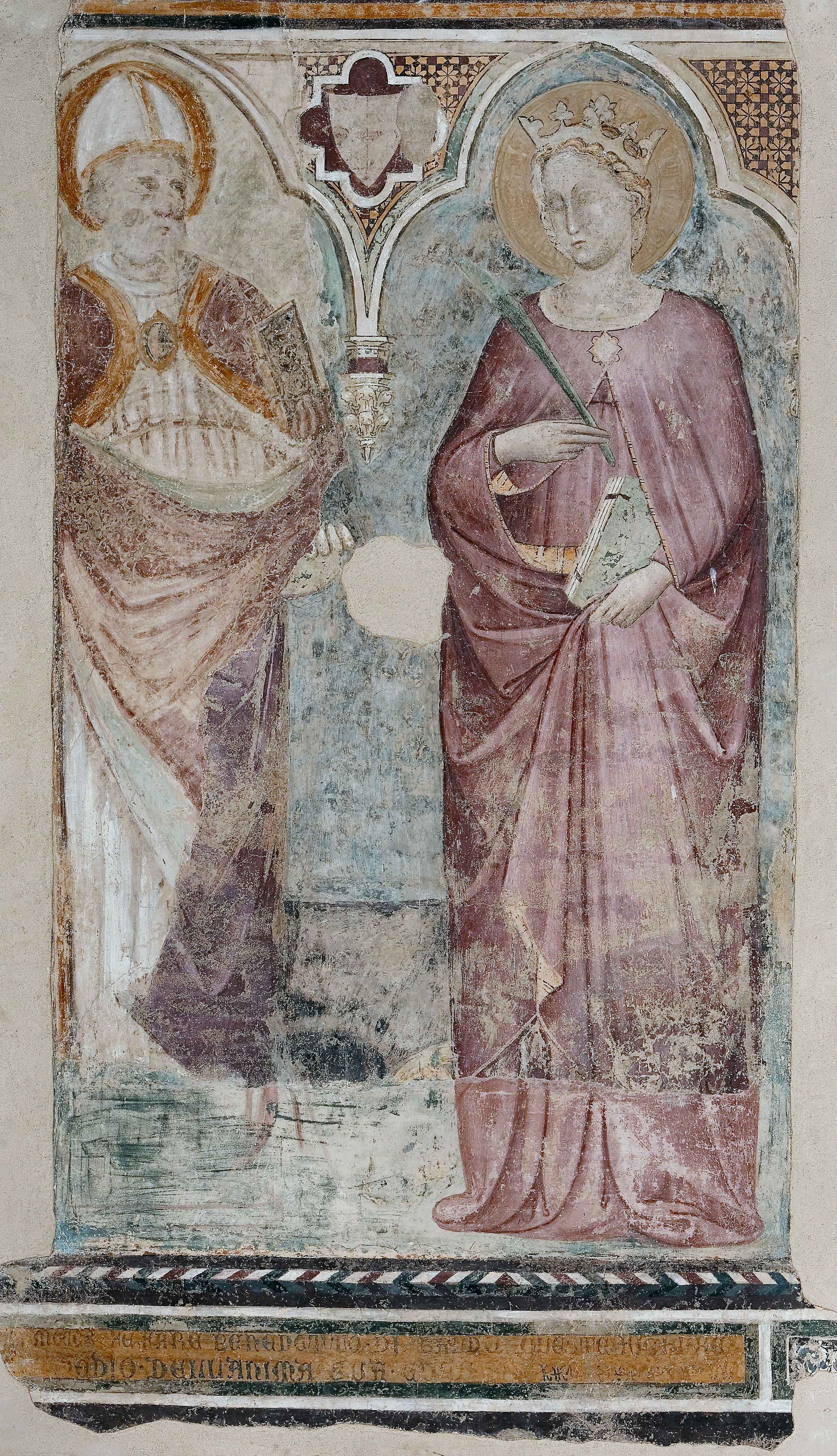
Cenni di Francesco, San Martino e santa Caterina di Alessandria, 1405 - 1410
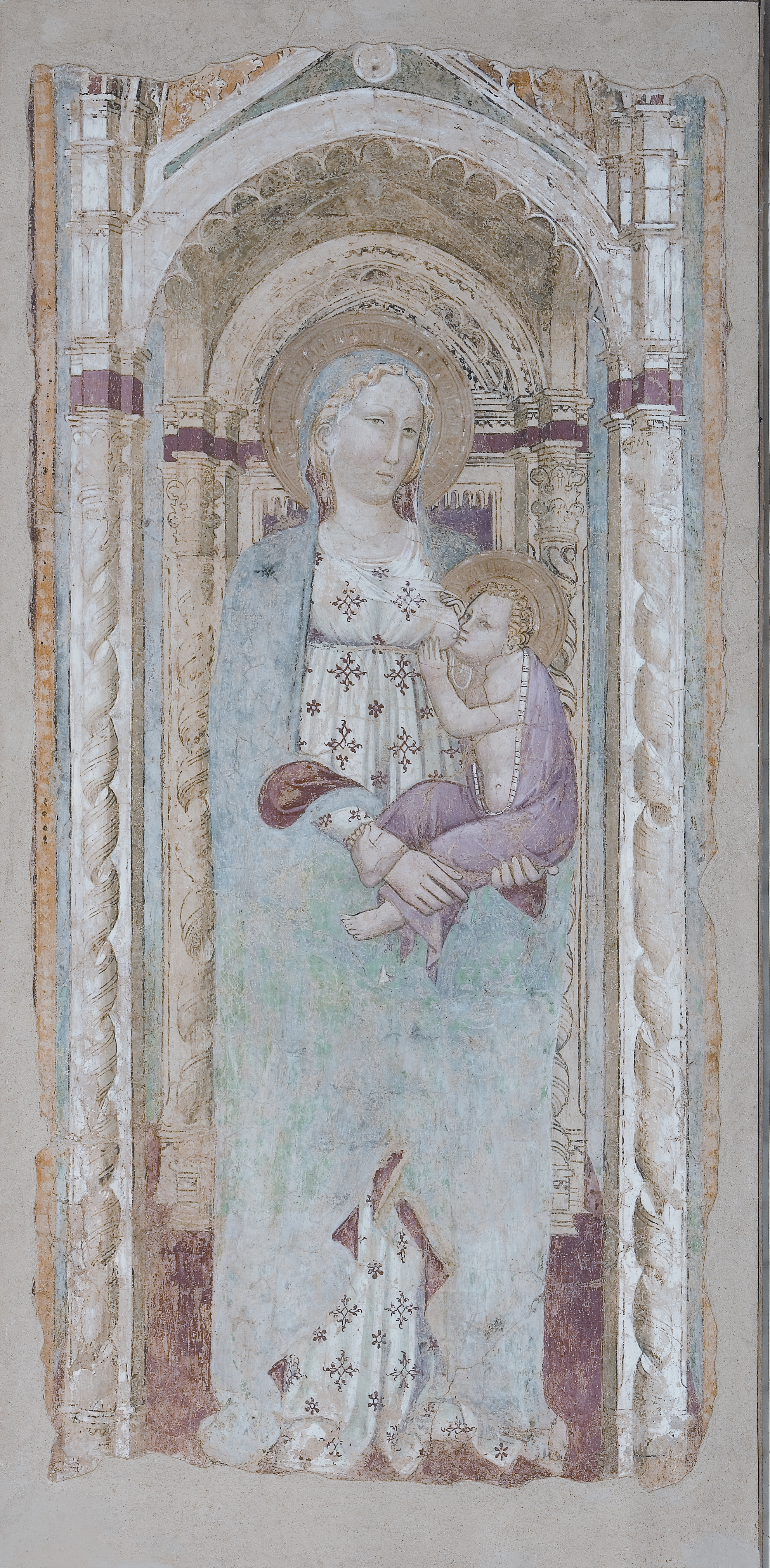
Cenni di Francesco, Madonna col Bambino, 1405, 1410
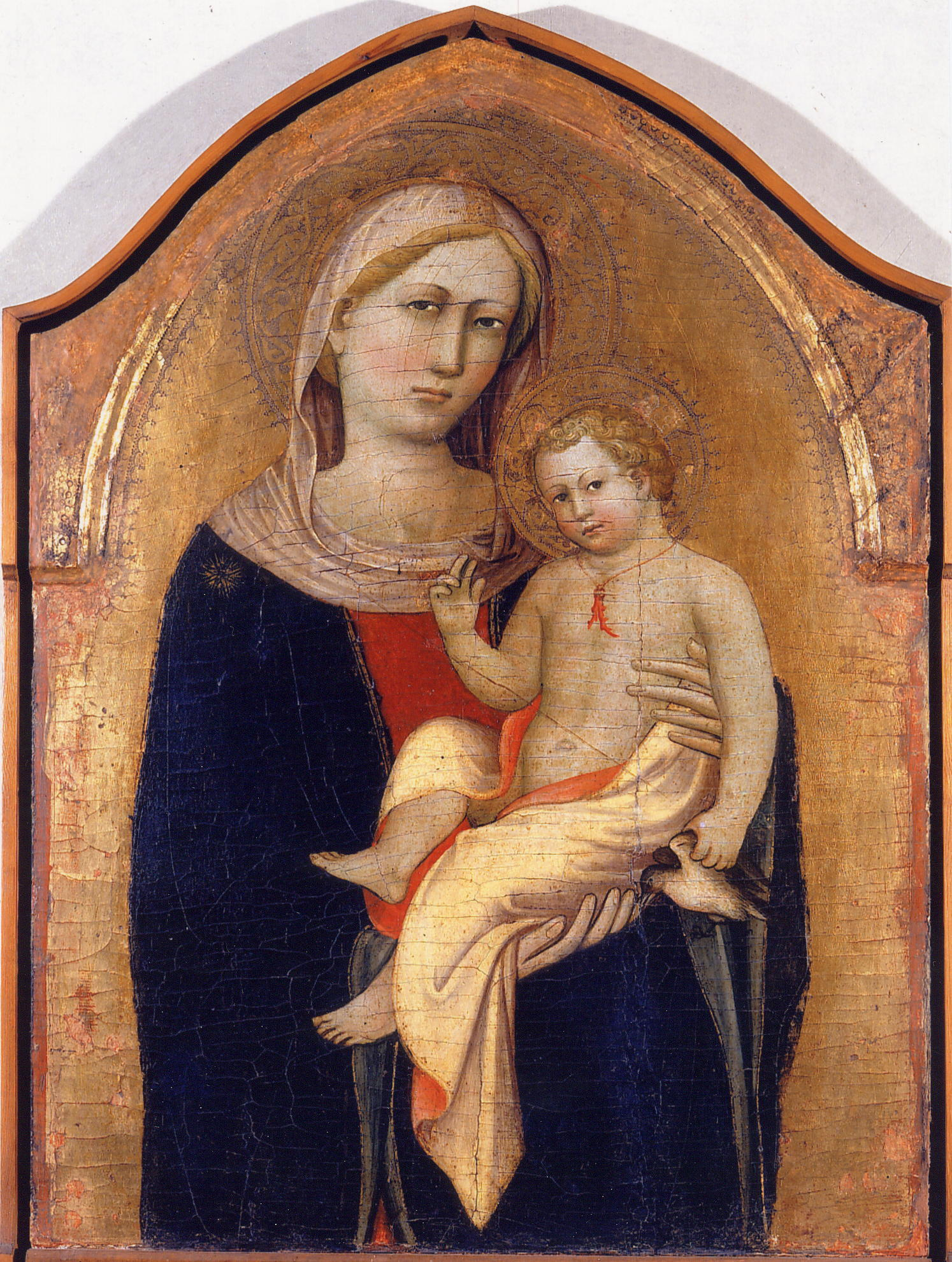
Pseudo Ambrogio di Baldese (Lippo d'Andrea?), Madonna col Bambino
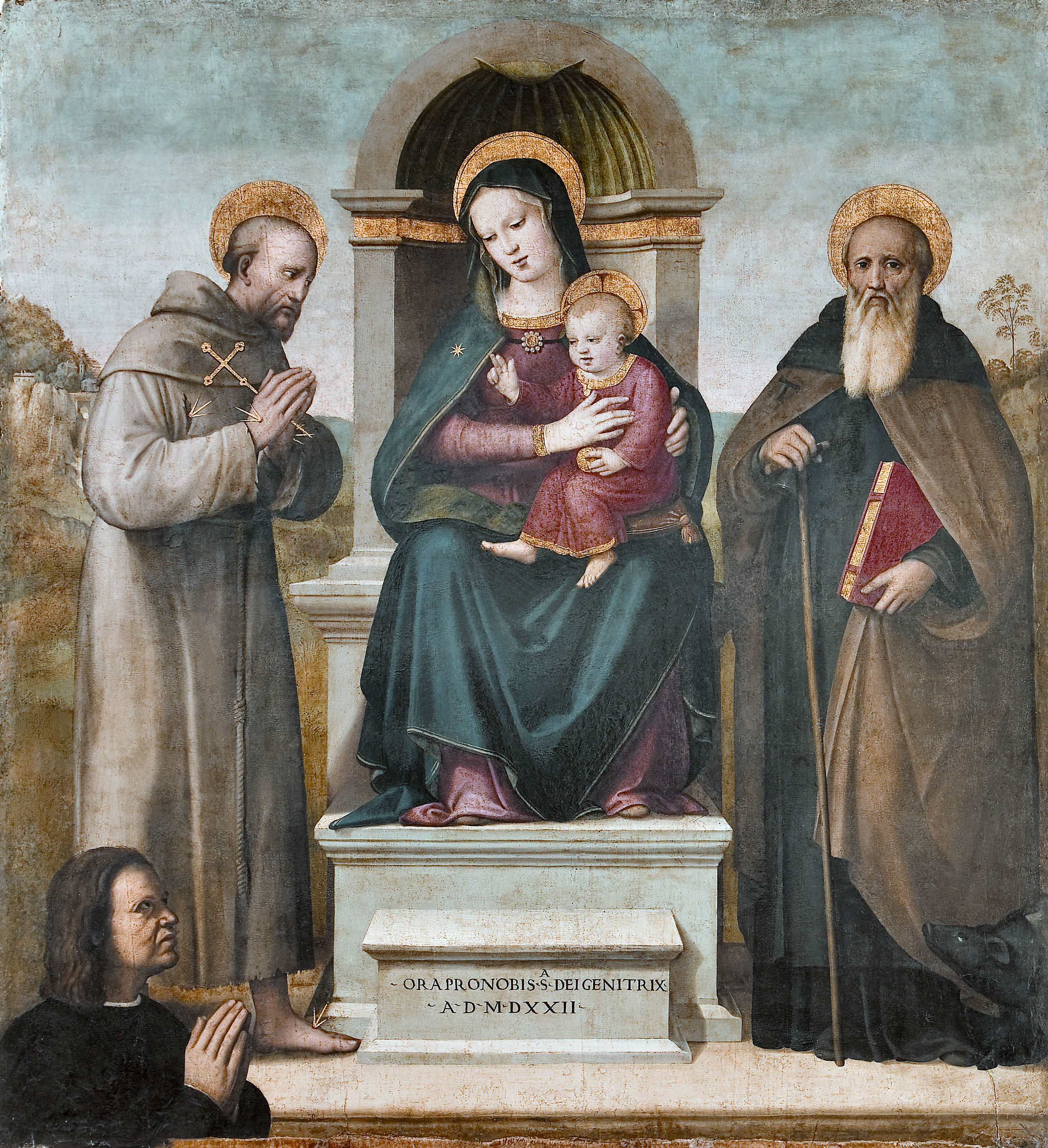
Raffaello Piccinelli, Madonna in trono tra santi Francesco e Antonio abate
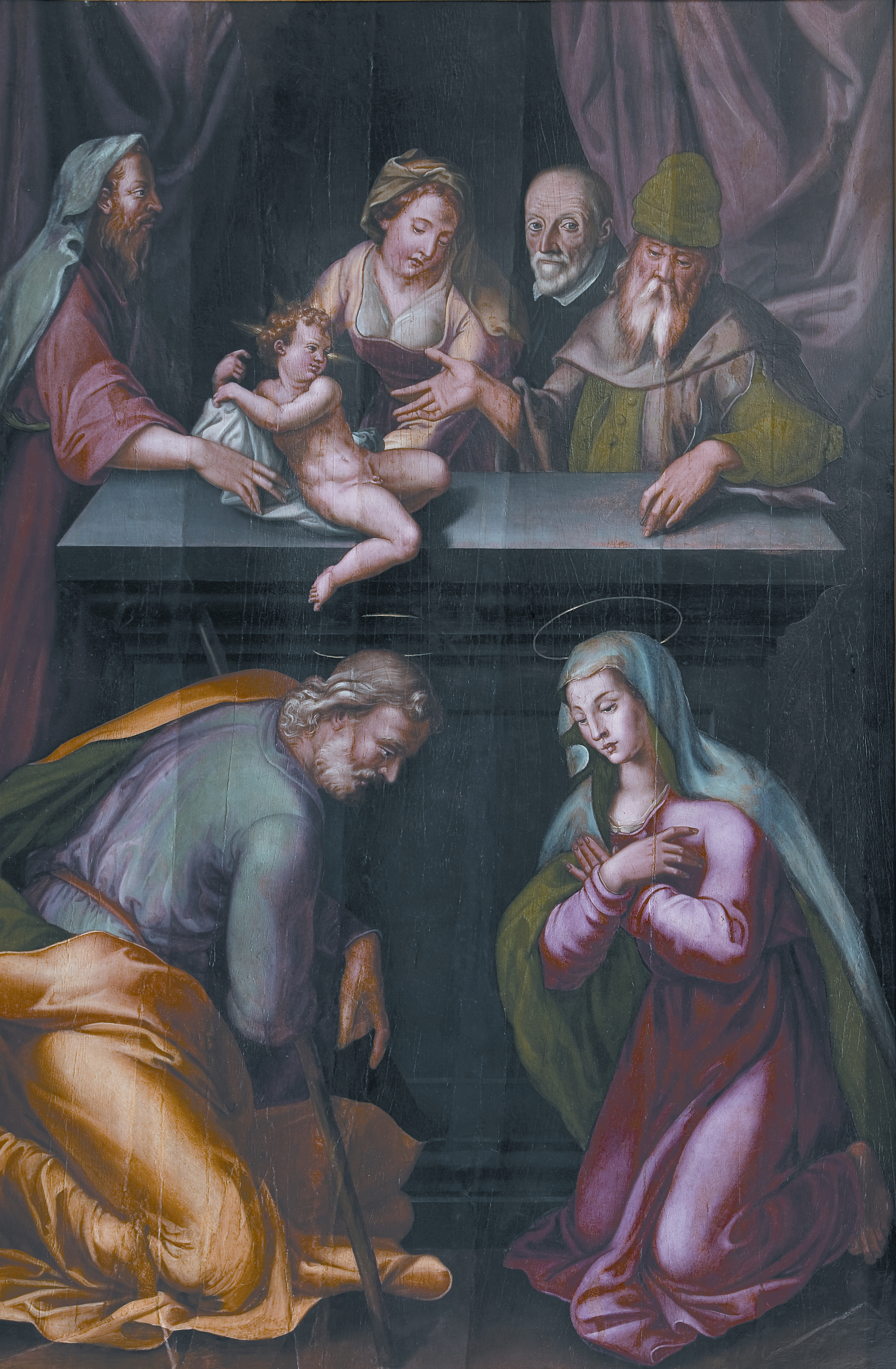
Bottega di Bernardino Poccetti, Circoncisione

### Sale II, III, IV: le oreficerie

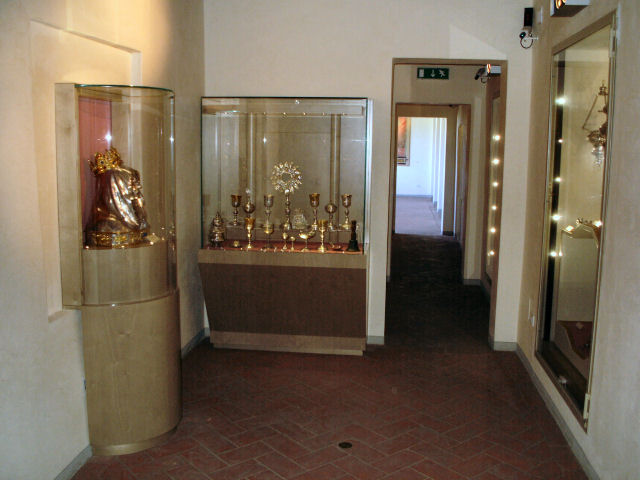
Sale II, III, IV: le oreficerie

Dopo la prima grande sala dedicata ai dipinti su tavola, ci sono tre piccoli ambienti con vetrine contenenti opere di arte orafa. La maggior parte della collezione proviene dalla pieve di San Lazzaro a Lucardo, la più importante del vicariato ecclesiastico, matrice della propositura di Certaldo.
Segue l'elenco delle opere più significative. Il numero tra parentesi corrisponde a quello assegnato nell'esposizione permanente della collezione.
- Bottega di Ruggero di Helmershausen, Croce astile (n. 38), rame cesellato, inciso e dorato (la croce) e bronzo fuso (il Cristo), metà XIII secolo, proveniente dalla chiesa di Santa Maria a Casale
- Maestro orafo bizantino(?), Turibolo (n. 60), alloide di rame già dorato, inciso, XI-XII secolo, proveniente dalla chiesa di San Gaudenzio a Ruballa
- Bottega del Filarete, Pace (n. 47), bronzo sbalzato, dorato e cesellato, metà del XV secolo, proveniente dalla pieve di San Lazzaro a Lucardo
- Bottega fiorentina, Calice - pisside (n. 48), rame cesellato, sbalzato, bulinato e dorato, 1496, proveniente dalla pieve di San Lazzaro a Lucardo
- Paolo Laurentini, Busto reliquiario della beata Giulia, argento sbalzato, cesellato, bulinato, 1652-1653, proveniente dalla chiesa dei Santi Jacopo e Filippo

### Sala V: i paramenti

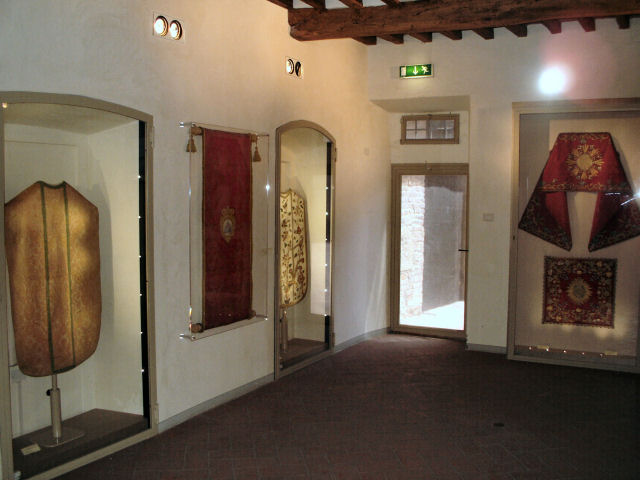
Sala V: i paramenti

In questa piccola sala sono esposti paramenti dal XVI al XVIII secolo. L'oggetto più interessante è Pianeta, terzo quarto del XVIII sec., proveniente dalla chiesa di Santa Maria a Bagnano

### Sala VI: la Compagnia

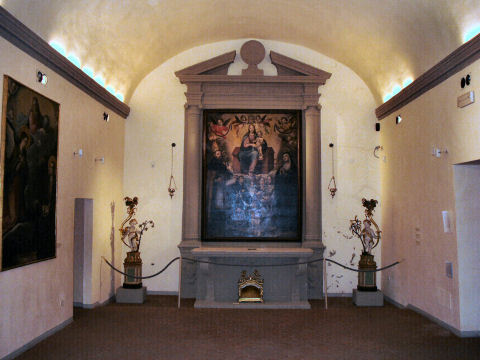
Sala VI: la Compagnia

Questa sala era anticamente la cappella (a tutt'oggi consacrata) della Compagnia della SS. Annunziata, compagnia che aveva tra i suoi compiti l'assistenza dei condannati a morte. La porta di collegamento con la precedente sala è stata aperta in occasione dell'allestimento del museo: precedentemente l'unico accesso era la porta che si affaccia sulla piazza SS. Jacopo e Filippo, oggi chiusa. Vi sono raccolte le opere su tela del XVII secolo.

### Le opere su tela
- Bernardino Monaldi, Madonna del rosario e santi, tela, 1611 (opera firmata e datata), proveniente dalla chiesa di Santa Maria a Bagnano
- Filippo Furini, detto Pippo Sciamerone, Annunciazione, tela, del 1614, derivata dal venerato affresco trecentesco della Santissima Annunziata di Firenze, proveniente dall'oratorio della Compagnia della Santissima Annunziata e già assegnata genericamente ad un pittore toscano della prima metà del XVII sec.[3]
- Gabriele Grassi (attr.), Madonna di Loreto col Bambino e i Santi Agostino, Nicola da Tolentino, Orsola, Caterina d'Alessandria e Monica, tela, all'altare dell'ex oratorio della compagnia, da attribuirsi al Grassi e databile tra 1620 e 1623, anni in cui l'oratorio fu allestito e l'altare consacrato.[4]
- Pittore fiorentino, Madonna col Bambino tra i santi Antonio abate e Francesco, tela, prima metà del XVII sec., proveniente dalla chiesa di San Martino a Maiano, Compagnia di Sant'Antonio
- Pittore fiorentino, Madonna del rosario con i santi Giovanni Battista, Giovanni Evangelista, Antonio da Padova, Domenico, tela, prima metà del XVII sec., proveniente dalla chiesa di San Martino a Maiano, Compagnia di Sant'Antonio
- Pittore fiorentino, San Martino e santa Caterina di Alessandria in adorazione della Trinità, tela, prima metà del XVII secolo, proveniente dalla chiesa di San Martino a Maiano, Compagnia di Sant'Antonio

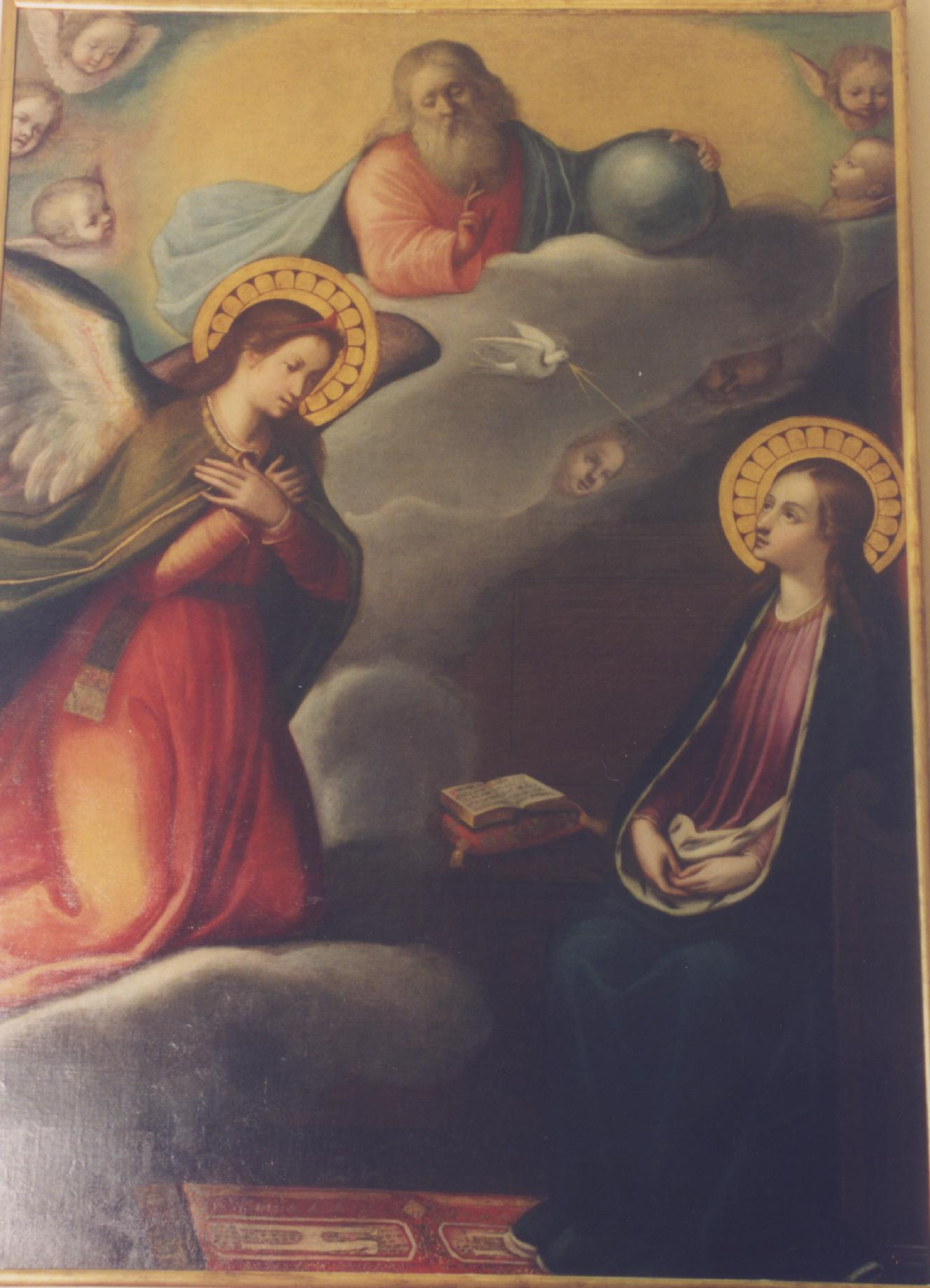
Pittore toscano, Annunciazione
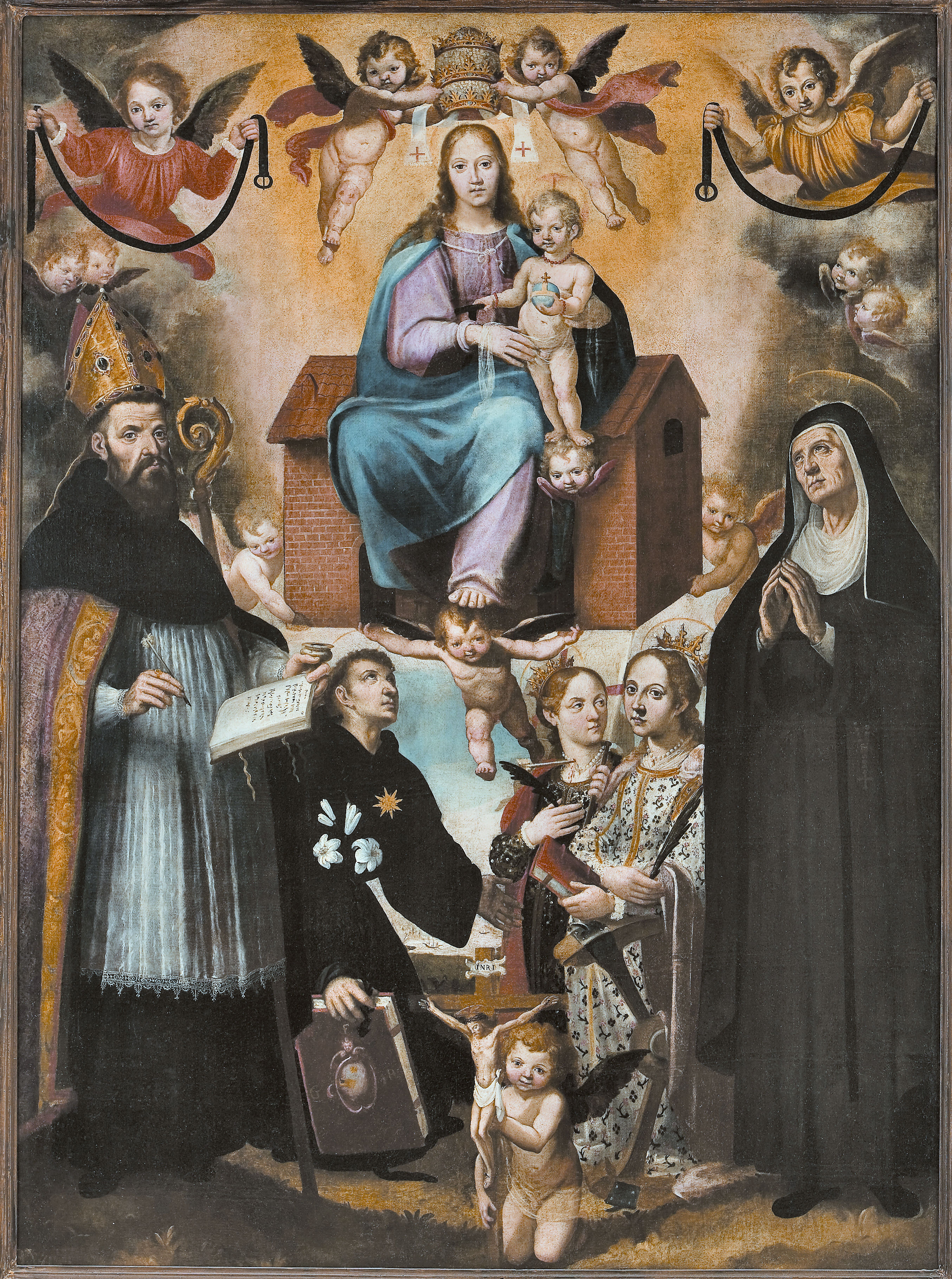
Gabriele Grassi (attr.), Madonna col Bambino e santi agostiniani

#### Le sculture
Vi si conservano anche due sculture lignee dipinte a tutto tondo di scuola senese, di grandi dimensioni (m 1,62 e 1,73 di altezza)
- Scultore senese, San Nicola da Tolentino, metà del XVII secolo, proveniente dalla chiesa dei Santi Jacopo e Filippo
- Scultore senese, San Giovanni di San Facondo, metà del XVII secolo, proveniente dalla chiesa dei Santi Jacopo e Filippo

### Sala VII: Collezione Linari (già "sala del Crocifisso")
L'ultima sala del Museo era fino a qualche anno fa interamente dedicata al cosiddetto Crocifisso di Petrognano o di San Donnino, ora collocato nell'abside dell'attigua chiesa dei Santi Jacopo e Filippo. Nella sala (inaugurata il 24 agosto 2018) è stata allestita una collezione di opere d'arte (dipinti, sculture, stampe) provenienti dalla Villa Bardi di Linari, Barberino Val d'Elsa. Tra le opere esposte si segnalano:
- Ciro Ferri, Mosè con le Tavole della Legge (opera firmata e datata, 1683)
- Giulio Pignatti da Modena, Ritratto di prelato (opera firmata e datata, 1727)
- Cinque tele di scuola spagnola con ritratti di nobili e prelati (fine XVI-inizio XVII secolo)
- Quattro incisioni di Nicolaes de Bruyn con scene bibliche (XVII sec), di cui una firmata dall'autore.
- Un'incisione (1702) di Benoît Farjat, raffigurante la Comunione di San Girolamo del Domenichino
- Un crocifisso ligneo e due cartegloria da altare (inizio XVII secolo)
- Due volumi rilegati nel Settecento contenenti una copiosa raccolta di incisioni su carta